# Alberto da Silva Cruz

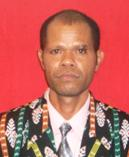
Alberto da Silva Cruz

Alberto da Silva Cruz (* 24. April 1966 in Dili, Portugiesisch-Timor) ist ein Politiker aus Osttimor. Er ist Mitglied der Associação Social-Democrata de Timor (ASDT).
Cruz beendete die Schule mit der Sekundärstufe. Von 2007 bis 2012 war er Abgeordneter des Nationalparlament Osttimors. Hier war er Mitglied der Kommission für Jugend, Sport, Arbeit und Ausbildung (Kommission H).
Bei den Parlamentswahlen 2012 stand Cruz nicht mehr auf der Wahlliste der ASDT. Ohnehin scheiterte die ASDT an der Drei-Prozent-Hürde.